# Actief functieonderzoek
Actief functieonderzoek is een onderdeel van het kinesitherapeutisch onderzoek. Uit dit functieonderzoek wordt globale informatie verkregen over:
- bereidwilligheid tot bewegen
- bewegingscoördinatie
- grootte van de bewegingsexcursie
  - normaal
  - beperkt (in één, meerdere of alle richtingen)
  - vergroot (in één, meerdere of alle richtingen)
- aanwezigheid van pijn
  - lokalisatie
  - aard: brandend, zeurend, scherp, stekend, borend
  - moment van optreden (painful arc)
- bijkomende geluiden 
  - crepitaties
  - klikken

Uitvoering: twee luiken
1. functionele bewegingen waarbij de gestoorde regio in een bewegingsketen wordt onderzocht
2. lokaal-anatomische bewegingen (analytisch luik)

Men vraagt steeds een links/rechtsuitvoering. De therapeut(e) spreekt voldoende luid en articuleert goed.
Eventueel kan de therapeut(e) deze bewegingen voordoen. Dit is meestal duidelijker dan een (lange) uitleg (die bovendien vaak doorweven is met beroepsjargon). Indien beide ledematen tegelijkertijd kunnen bewogen worden (bv. elleboog) zullen eventuele dysfuncties nog meer opvallen.